# Center Line
Center Line – miasto w Stanach Zjednoczonych, w stanie Michigan, w hrabstwie Macomb.